# Bruchomorpha keidensia
Bruchomorpha keidensia är en insektsart som beskrevs av Doering 1940. Bruchomorpha keidensia ingår i släktet Bruchomorpha och familjen Caliscelidae. Inga underarter finns listade i Catalogue of Life.